# São João Baptista (Brava)
São João Baptista es una freguesia caboverdiana del municipio de Brava.

## Geografía
La freguesia abarca parte de la isla Brava.

## Organización territorial
La freguesia contaba en 2010 con 4054 habitantes distribuidos en las entidades de población de:

### Ciudad
- Nova Sintra

### Localidades
- Cachaço
- Cova de Joana (parcial)
- Cova Rodela (parcial)
- Furna
- João da Noly
- Lem
- Mato (parcial)
- Mato Grande
- Santa Barbara
- Vinagre